# Павлов, Андрей Иванович
Андре́й Ива́нович Па́влов (11 сентября 1916, Люперсола, Вятская губерния — 10 июля 1990, Люперсола, Марийская АССР) — председатель колхозов «1 мая» (1948—1950) и «Большевик» Ронгинского / Советского района Марийской АССР (1950—1978). Герой Социалистического Труда (1971). Кавалер ордена Ленина (1971). Участник Великой Отечественной войны. Член ВКП(б) с 1944 года, член Марийского обкома КПСС.

## Биография
Родился 11 сентября 1916 года в деревне Люперсола ныне Советского района Марий Эл в марийской крестьянской семье.
В 1932 году окончил среднюю школу, в 1935 году окончил 2 курса Оршанского льнотехникума, в 1937 году — Оршанские районные курсы полеводов.
С 1936 году трудился в местном колхозе «2-я пятилетка», затем работал участковым агротехником Ронгинской МТС. С 1937 года возглавлял полеводческую бригаду в родном колхозе.
В 1941 году призван в Красную армию. Участник Великой Отечественной войны: артиллерист на Юго-Западном фронте, рядовой. В одном из боёв на территории Украинской ССР в мае 1942 года был тяжело ранен осколками разорвавшейся у пушки авиабомбы. После лечения был комиссован из действующей армии по инвалидности. Награждён медалями, в 1986 году — Отечественной войны II степени.
После возвращения на родину с 1942 года — председатель колхоза «КИМ» и Руясолинского сельсовета Советского района Марийской АССР. В 1944 году вступил в ВКП(б). В 1948—1950 годах — председатель колхоза «1 мая», в 1950—1978 годах — председатель укрупнённого колхоза «Большевик» Ронгинского / Советского района МАССР. Под его началом колхоз стабильно перевыполнял план сдачи государству сельскохозяйственной продукции, а с 1966 года перешёл на гарантированную денежную оплату труда колхозников. Большое внимание уделялось внедрению высокоурожайных сортовых культур зерновых, повышению плодородия почвы, широкому использованию органических и минеральных удобрений. При нём по итогам работы в 7-й семилетке (1959—1965) и 8-й пятилетке (1966—1970) колхоз стал одним из самых передовых хозяйств Советского района и Марийской АССР с устойчивой урожайностью и высокопродуктивным животноводством. Многие труженики колхоза были награждены государственными наградами. В 1978 году средняя урожайность зерновых по колхозу составила 36,4 центнера с гектара. Быстрыми темпами велось капитальное строительство, были построены 2-этажное здание правления колхоза и 2 типовых животноводческих комплекса — свиноводческий и крупного рогатого скота. В 1978 году выше на пенсию.
В 1959—1971 и 1975—1980 годах избирался депутатом Верховного Совета Марийской АССР 4-х созывов, Советского районного и Шуарсолинского сельского Советов народных депутатов, членом Марийского обкома КПСС.
В 1971 году ему присвоено почётное звание «Герой Социалистического Труда». Награждён орденом Ленина и медалями, в том числе серебряной медалью ВДНХ, а также почётными грамотами Президиума Верховного Совета РСФСР и Марийской АССР (пять раз).
Ушёл из жизни 10 июля 1990 года на родине. Похоронен на Акашевском кладбище Медведевского района Марий Эл.

## Трудовые звания и награды
- Герой Социалистического Труда (8 апреля 1971)[1][2] — за выдающиеся успехи, достигнутые в развитии сельскохозяйственного производства и выполнении пятилетнего плана продажи государству продуктов земледелия и животноводства [4]
- Орден Ленина (08.04.1971)[1][2][4]
- Орден Отечественной войны II степени (01.08.1986)[4][6]
- Медаль «За трудовую доблесть» (26.11.1965)[4]
- Медаль «За доблестный труд. В ознаменование 100-летия со дня рождения Владимира Ильича Ленина» (1970)[4]
- Серебряная медаль ВДНХ (1966)[1][2][4]
- Почётная грамота Президиума Верховного Совета РСФСР (1960)[1][2][4]
- Почётная грамота Президиума Верховного Совета Марийской АССР (1957, дважды, 1966, 1976, 1986)[1][2]

## Память
- В деревне Люперсола Советского района Марий Эл улица, на которой жил А. И. Павлов, переименована в его честь[4][7][8][9].
- В сентябре 2016 года на доме № 55 в деревне Люперсола Советского района Марий Эл в память о нём установлена мемориальная доска[4][9].